# Веселка (Олександрійський район)
Весе́лка — село в Україні, у Новопразькій селищній громаді Олександрійського району Кіровоградської області. Населення становить 106 осіб.

## Населення
Згідно з переписом УРСР 1989 року чисельність наявного населення села становила 112 осіб, з яких 55 чоловіків та 57 жінок.
За переписом населення України 2001 року в селі мешкало 106 осіб.

### Мова
Розподіл населення за рідною мовою за даними перепису 2001 року:
| Мова       | Відсоток |
| ---------- | -------- |
| українська | 96,23 %  |
| російська  | 3,77 %   |